# 刘古愚
刘古愚（1843年—1903年），名光蕡，字焕堂，号古愚，陕西咸阳人，中國近代教育家。

## 生平
道光二十三年（1843年）生于陕西省咸阳县马庄镇天阁村。幼年孤贫，白天在街上卖饼，夜间推磨。
光緒元年（1875年）參加陝西鄉試，中擧人。後屢試不中。與柏景伟、李寅“订昆弟交”，曾主讲味经书院达十二年之久，刊刻《梅氏筹算》、《平三角举要》等。
光緒十一年（1885年），被聘爲涇陽涇幹書院主講，同時在味經書院講習，對《通典》、《通志》、《文獻通考》及《資治通鑑》研究精熟，時稱四通專家。古愚本人大力宣传“西学”，将算学列为必修课程，亲自授课。与康有为并称“南康北刘”。
戊戌變法失敗，人們勸劉躲避。他說：“國事如此，吾死國難，幸何如之，何言逃也。”。晚年主讲烟霞草堂。
1902年张季鸾秋前往烟霞草堂，师从刘古愚习经世之学。吴宓的父亲與嗣父都就学于三原宏道学堂，是刘古愚的学生，吴宓因此称刘为“太老师”。刘古愚爱哭，“常纵论鸦片战役以来至甲午后之外患，尤悲愤不胜”，以至雙目幾乎失明。
光绪二十三年（1897年），创办崇实书院。晚年自号古愚，故世称古愚先生。
晚年好写诗。光绪二十九年（1903年）受到陕甘总督崧蕃的邀请，刘古愚前往甘肃兰州讲学，创办甘肃大学堂，任总教习，“日則登堂講授，晚則徹夜批答”。
是年八月十三（10月3日）卒于兰州。墓位于咸阳城北7公里处秦都区马庄乡开阁村。

## 著作
著有《立政臆解》、《学记臆解》、《大学古义》、《孝经本义》、《论语时习语》、《烟霞草堂文集》等。